# ライブ・イン・トーキョー
『ライブ・イン・トーキョー』（Live in Tokyo）は、サド・ジョーンズ / メル・ルイス・ジャズ・オーケストラのアルバムである。

## 収録曲
1. ワンス・アラウンド - "Once Around" - 10分56秒
2. バック・ボーン - "Back Bone" - 9分43秒
3. ミーン・ワット・ユー・セイ - "Mean What You Say" - 12分40秒
4. リトル・ピクシー - "Little Pixie" - 10分43秒

## 演奏メンバー
- サド・ジョーンズ - フリューゲルホルン
- メル・ルイス - ドラム
- ローランド・ハナ (Roland Hanna) - ピアノ
- ジョージ・ムラーツ (George Mraz) - ベース
- ジェリー・ダジォン (Jerry Dodgion) - アルト・サクソフォーン、フルート
- エディ・ズィーキス (Eddie Xiques) - アルトサックス、クラリネット
- ビリー・ハーパー (Billy Harper) - テナー・サクソフォーン
- ロン・ブリッジウォーター (Ron Bridgewater) - テナー・サクソフォーン、クラリネット
- ペッパー・アダムス (Pepper Adams) - バリトン・サクソフォーン
- ジョン・ファディス (John Faddis) - トランペット
- ジム・ボッシー (Jim Bossy) - トランペット
- スティーヴン・ファータド (Stephen Furtado) - トランペット
- セシル・ブリッジウォーター (Cecil Bridgewater) - トランペット
- ジミー・ネッパー (Jimmy Knepper) - トロンボーン
- クエンティン・ジャクソン (Quentin Jackson) - トロンボーン
- ビリー・キャンベル (Billy Campbell) - トロンボーン
- クリフ・ヘザー (Cliff Heather) - トロンボーン